# Тасты (Туркестанская область)
Тасты (каз. Тасты) — село в Сузакском районе Туркестанской области Казахстана. Административный центр Тастинского сельского округа. Код КАТО — 515653100.

## Население
В 1999 году население села составляло 1349 человек (701 мужчина и 648 женщин). По данным переписи 2009 года, в селе проживало 1187 человек (587 мужчин и 600 женщин).